# 다무라 구니미치
다무라 구니미치(일본어: 田村邦行, 1820년 8월 31일 ~ 1857년 3월 14일)는 이치노세키번의 8대 번주이다. 어릴적 이름은 레이노조(隷之丞)이며, 초명은 미치아키(行顕)이다. 관위는 종5위하, 우쿄노다이부(右京大夫)이다.
6대 번주 다무라 무네아키의 넷째 아들로 이치노세키에서 태어났다. 1840년, 형 구니아키가 젊은 나이에 사망하자 그 양자가 되어 뒤를 이었다. 번교(藩校) 교성관(教成館)을 부흥시키고, 의학관(医学館), 신성관(慎成館)을 새로 지었다. 서양식 군대와 포술을 도입하고 농업 정책을 개혁하는 등 여러 가지 번 정치 개혁을 시행하여 많은 성공을 거두었고, 이로써 명군이라 불리게 되었다. 1857년, 38세의 나이로 사망하였고, 아들 유키아키가 그 뒤를 이었다.
| 전임 다무라 구니아키 | 제8대 이치노세키번 번주 1840년 ~ 1857년 | 후임 다무라 유키아키 |